# Mohelniella pilipjuki
Mohelniella pilipjuki är en stekelart som beskrevs av Hoffer 1977. Mohelniella pilipjuki ingår i släktet Mohelniella och familjen sköldlussteklar.
Artens utbredningsområde är Mongoliet. Inga underarter finns listade i Catalogue of Life.